# Handbok till mätningskungörelsen
Handbok till mätningskungörelsen, HMK, var en serie handböcker utgivna av Lantmäteriet med föreskrifter och rekommendationer om mätning, kartframställning, kartdatabaser med mera i Sverige.  Föreskrifterna gällde genom mätningskungörelsen ett stort antal verksamheter, i huvudsak fastighetsbildning, kommunal planeringsverksamhet och projektering av bebyggelse och infrastruktur.

## De nio handböckerna
HMK hölls uppdaterad fram mellan 1993 och 1996 och innehöll föreskrifter och rekommendationer som beskrev olika mätmetoder med mera.  HMK hade litet av skolbokskaraktär, med de juridiskt bindande föreskrifterna makerade i delar av texten.  Förordet var till stora delar gemensamt för de olika handböckerna.
| Handbok                | Förkortning | Innehåll |
| ---------------------- | ----------- | --- |
| Geodesi, Stommätning   | HMK-Ge:S    | Berörde stommätning, det vill säga planering, mätning och beräkning av de stomnät med punkter med antingen kända koordinater i planet, kända höjder eller bådadera som används som utgångspunkter vid nästan all annan inmätning och utsättning av punkter och detaljer. Bilagor innehöll bland annat de formler som skulle användas vid vissa av beräkningarna på stomnäten och checklistor för kontroll av mätinstrument. |
| Geodesi, Detaljmätning | HMK-Ge:D    | Berörde detaljmätning, det vill säga inmätning och utsättning av punkter utifrån stompunkterna. Det kan till exempel vara frågan om punkter längs en gräns mellan två fastigheter, hus eller vägar. Bilagor innehöll bland annat krav på noggrannhet vid mätning av olika objekt. |
| Geodesi, Markering     | HMK-Ge:M    | Berörde hur punkter skulle markeras, och hur man skulle hålla reda på dem genom punktbeskrivningar och så kallade försäkringsmarkeringar. En bilaga innehöll även en förteckning över olika sätt att markera punkter. |
| Geodesi, GPS           | HMK-Ge:GPS  | Berörde mätning med GPS, framför allt stommätning. Den är idag nästan helt inaktuell på grund av den tekniska utvecklingen. |
| Fotogrammetri          | HMK-Fo      | Berörde flygfotogrammetri eller stereokartering och framställning av kartor ur flygbilder. |
| Digitalisering         | HMK-Di      | Berörde hur man skulle digitalisera kartor. |
| Databaser              | HMK-Da      | Berörde geografiska databaser. |
| Kartografi             | HMK-Ka      | Berörde de kartor som används som underlag för kommunal planering, fastighetsbildning och projektering. |
| Juridik                | HMK-Ju      | Berörde en del juridik kring de ovanstående. Den blev snabbt inaktuell. |

## Andra motsvarande handböcker

### Tekniska förklaringar och anvisningar till mätningskungörelsen
HMK ersatte med början 1993 den redan då i stora delar föråldrade handboken Tekniska förklaringar och anvisningar till mätningskungörelsen, TFA. TFA var en mycket mer detaljerad handbok men den behandlade äldre mätmetoder.

### Handbok i mät- och kartfrågor
På grund av att det kommit flera ny teknologier började vissa delar av HMK, till exempel de om GPS och fotogrammetri, att bli föråldrade.  Numera används till exempel väldigt ofta nätverks-RTK, som inte fanns medan HMK uppdaterades, och digital fotogrammeri, som nu nästan tagit över helt, nämndes bara i förbifarten.
Från januari 2010 började HMK ersättas med Handbok i mät- och kartfrågor, "nya HMK", som är publicerad på Lantmäteriets webbplats.

### Anvisningar för planläggningsmätning
En finsk motsvarighet till HMK är Anvisningar för planläggningsmätning

### Fotnoter
1. ↑  ”HMK statusrapporter”. Lantmäteriet. http://lantmateriet.se/Kartor-och-geografisk-information/GPS-och-geodetisk-matning/Handbok-i-mat--och-kartfragor-HMK/HMK/Status/. Läst 15 december 2012.[död länk]